# Phaenopsectra mortensoni
Phaenopsectra mortensoni är en tvåvingeart som beskrevs av Grodhaus 1987. Phaenopsectra mortensoni ingår i släktet Phaenopsectra och familjen fjädermyggor.
Artens utbredningsområde är Kalifornien. Inga underarter finns listade i Catalogue of Life.